# ラグビーモロッコ代表
ラグビーモロッコ代表は、モロッコラグビー連盟によるラグビーユニオンのナショナルチームである。愛称は「アトラス・ライオンズ」。

## 概要
最初のテストマッチは1931年12月25日のスペイン戦。
2007年にはワールドカップ敗者復活プレーオフに進出したが、ポルトガルに敗れ本大会初出場はならなかった。